# Japon-Samoa en rugby à XV
Cet article retrace les confrontations entre l'équipe du Japon de rugby à XV et l'équipe des Samoa de rugby à XV. Les deux équipes se sont affrontées à dix-huit reprises dont quatre fois en Coupe du monde. Les Samoans ont remporté douze victoires contre six pour les Japonais.

## Les confrontations
| No | Date              | Lieu                                          | Match                      | Score   | Compétition                           |
| -- | ----------------- | --------------------------------------------- | -------------------------- | ------- | ------------------------------------- |
| 1  | 15 avril 1990     | Chichibunomiya Rugby Stadium, Shibuya Japon   | Japon – Samoa occidentales | 11 – 37 | Qualifications pour la Coupe du monde |
| 2  | 22 mai 1999       | Hanazono Stadium, Higashiōsaka Japon          | Japon – Samoa              | 37 – 34 | Pacific Rim Championship              |
| 3  | 3 octobre 1999    | Racecourse Ground, Wrexham Pays de Galles     | Samoa – Japon              | 43 – 9  | Coupe du monde (poule D)              |
| 4  | 10 juin 2000      | Apia Park, Apia Samoa                         | Samoa – Japon              | 68 – 9  | Pacific Rim Championship              |
| 5  | 3 juillet 2001    | Chichibunomiya Rugby Stadium, Shibuya Japon   | Japon – Samoa              | 8 – 47  | Pacific Rim Championship              |
| 6  | 17 juin 2006      | Yarrow Stadium, New Plymouth Nouvelle-Zélande | Samoa – Japon              | 53 – 9  | Pacific Nations Cup                   |
| 7  | 16 juin 2007      | Stade de Sendai, Sendai Japon                 | Japon – Samoa              | 3 – 13  | Pacific Nations Cup                   |
| 8  | 5 juillet 2008    | Apia Park, Apia Samoa                         | Samoa – Japon              | 37 – 31 | Pacific Nations Cup                   |
| 9  | 18 juin 2009      | Lawaqa Park, Sigatoka Fidji                   | Japon – Samoa              | 15 – 34 | Pacific Nations Cup                   |
| 10 | 19 juin 2010      | Apia Park, Apia Samoa                         | Samoa – Japon              | 23 – 31 | Pacific Nations Cup                   |
| 11 | 30 octobre 2010   | Chichibunomiya Rugby Stadium, Shibuya Japon   | Japon – Samoa              | 10 – 13 | Test match                            |
| 12 | 13 juillet 2011   | Chichibunomiya Rugby Stadium, Shibuya Japon   | Japon – Samoa              | 15 – 34 | Pacific Nations Cup                   |
| 13 | 17 juin 2012      | Chichibunomiya Rugby Stadium, Shibuya Japon   | Japon – Samoa              | 26 – 27 | Pacific Nations Cup                   |
| 14 | 30 mai 2014       | Chichibunomiya Rugby Stadium, Shibuya Japon   | Japon – Samoa              | 33 – 14 | Test match                            |
| 15 | 3 octobre 2015    | Stadium mk, Milton Keynes Angleterre          | Samoa – Japon              | 5 – 26  | Coupe du monde (poule B)              |
| 16 | 5 octobre 2019    | Stade de Toyota, Toyota Japon                 | Japon – Samoa              | 38 – 19 | Coupe du monde (poule A)              |
| 17 | 22 juillet 2023   | Sapporo Dome, Sapporo Japon                   | Japon – Samoa              | 22 – 24 | Test match                            |
| 18 | 28 septembre 2023 | Stadium de Toulouse, Toulouse France          | Japon – Samoa              | 28 – 22 | Coupe du monde (poule D)              |